# Río Santa

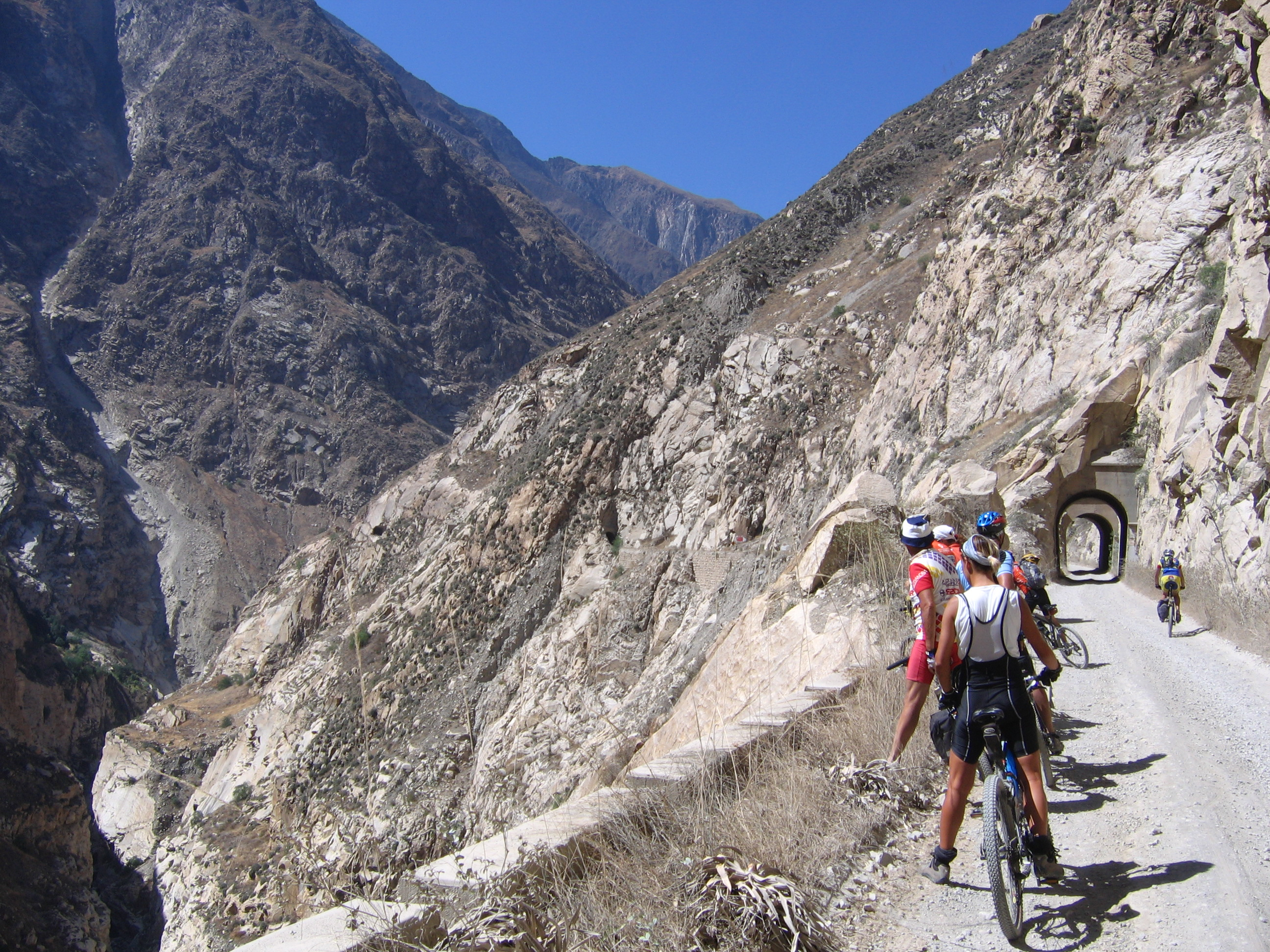
Cañón del Pato, el río atraviesa este desfiladero en su trayecto final hacia el océano Pacífico.

El Santa o Hatun Mayu (quechua: 'río grande') es un río del noreste de Perú, recorre enteramente el departamento de Áncash. Es uno de los ríos con mayor caudal de la costa peruana, solo es superado por el río Chira.
Nace en la laguna Conococha a 4050 m s. n. m. y atraviesa el llamado Callejón de Huaylas de sur a norte, continuando en el nudo cordillerano del cañón del Pato. En la costa, en su tramo final, hace de límite natural con el departamento de La Libertad y toma un curso nordeste-suroeste hasta avenar el océano Pacífico, al norte de la ciudad puerto de Chimbote. 

## Características
El río Santa tiene su origen en la laguna Conococha (9°56′40″S 77°11′44″O / -9.94444, -77.19556), la cual se halla ubicada en el extremo sudeste del Callejón de Huaylas, a una altura aproximada de 4050 m s. n. m. Esta laguna, a su vez, vuelca sus aguas a través del río Tuco a la laguna Conococha (10°07′42″S 77°16′59″O / -10.12833, -77.28306 ), y discurre en dirección sudeste-noroeste, hasta aproximadamente la confluencia del río Manta, a partir del cual cambia su curso hacia el oeste, para luego desembocar al océano Pacífico.
La cuenca del río Santa es una de las más grandes de la costa peruana y que tanto por la magnitud de sus recursos hídricos como por sus características fisiográficas tan particulares, ha sido y es objeto de numerosos estudios. El Santa es uno de los más caudalosos de la vertiente del Pacífico y en magnitud de cuenca solo es superado por el río Chira.
La cuenca del río Santa, de 14 200 km², se extiende desde el nivel del mar hasta la línea de cumbre de la cordillera Occidental de los Andes, que constituye la divisoria de aguas entre las cuencas de los ríos Marañón y Santa (cordillera Blanca) y cuyo punto más alto comprende al nevado Huascarán sur (6757 m s. n .m.). Y por el lado oeste con la cordillera Negra, que es la divisoria con las cuencas Fortaleza, Huarmey, Casma Sechín, Nepeña y Lacramarca.
A los 2000 m, el río Santa cambia su curso hacia el oeste, encajonándose en la estrecha garganta denominada cañón del Pato antes de finalmente llegar a la costa y desembocar en el océano Pacífico. El río Santa hace todo su recorrido por el departamento de Áncash, de sur a norte, y en su último tramo separa a dicho departamento con el de La Libertad. 
Durante la estación seca de junio a noviembre, el río Santa lleva poco caudal para utilizar en los riegos, el suministro a las ciudades o para suministro hidroeléctrico. Se han construido un par de presas para regular las fluctuaciones del río. Aguas arriba, se encuentra la planta hidroeléctrica de Huallanca, gracias a la cual la cual el río Santa inunda con sus aguas unos de 4900 km², más abajo otra cubre una extensión de 7300 km². 
El río Santa desemboca, después de un total de 347 km de recorrido, cerca de la localidad de Santa, 10 km al norte de la ciudad de Chimbote (8°58′21″S 78°38′19″O / -8.97250, -78.63861). En 1984, se descubrió polvo de oro en la desembocadura del río Santa al mar, lo que causó una fiebre del oro entre la población rural. 
El escurrimiento superficial del río Santa se origina de las precipitaciones que ocurren en su cuenca alta, además, como se ha mencionado, también de los deshielos de los nevados de la cordillera Blanca, cuyos aportes contribuyen a mantener una considerable descarga aún en época de estiaje, lo cual hace del río Santa uno de los ríos más regulares de la costa del Perú. El sistema hidrográfico del río Santa está conformado por diecinueve tributarios más importantes, de las cuales diecisiete provienen de la margen derecha y dos de la margen izquierda.
El área total de glaciares inventariada por el Instituto Andino de Glaciología y Geo-ambiente en la cordillera Blanca es de 724 km², que almacenan un volumen estimado de 22 600 millones de metros cuadrados de agua. Pero, debido a procesos de ablación (acción erosiva del hielo) en los últimos 50 años, se habrían reducido en 15 % de acuerdo al inventario de 1997 ejecutado por imágenes de satélite.
Cabe mencionar que la presencia de numerosas lagunas en esta parte de la cordillera, junto con el fenómeno de desglaciación y la actividad sísmica, constituyen un peligro potencial para todas las localidades de la zona. 
Los últimos aluviones, especialmente el aluvión de Yungay de 1970, son una muestra del potencial destructivo de estos glaciares.

## Ciudades cercanas
Las ciudades o poblados más importantes que atraviesa el río Santa son:
- 0 km Conococha (4050 m)
- 62 km Recuay (3422 m)
- 88 km Huaraz (3090 m)
- 126 km Carhuaz (2650 m)
- 153 km Yungay (2500 m)
- 163 km Caraz (2290 m)
- 205 km Huallanca (1820 m)
- 215 km Yuracmarca (1420 m)
- 313 km Tanguche (240 m)
- 343 km Santa (20 m)

## Contaminación
Un estudio de calidad de aguas a lo largo del río Santa publicado el 2017 mostró que el drenaje tributario del relave a la cuenca sobrepasa en cien veces los niveles máximos de contaminante para concentraciones traza de metales en sedimentos y agua. El estudio también indica que el río Santa está contaminado principalmente por concentraciones tóxicas de metales pesados como manganeso y arsénico. La investigación recomendó verificar que la población cercana aguas abajo del relave tenga conocimiento del riesgo que implica utilizar las aguas y sedimentos del río, además de realizar más estudios para verificar el impacto de estos contaminantes en la salud humana y de los ecosistemas en la cuenca hidrográfica del Santa y en la entrega de las aguas en la costa al océano Pacífico.